# On the Prowl (Crying Steel)
On the Prowl è il primo album dei Crying Steel, pubblicato nel 1987 per l'etichetta discografica LM Records.

## Tracce
1. No One's Crying (Simonini, Nipoti) 4:15
2. Changing the Direction (Simonini, Nipoti) 6:26
3. Struggling Along (Simonini, Nipoti) 5:59
4. Fly Away (Simonini, Nipoti) 4:34
5. Upright Smile (Simonini, Nipoti) 4:38
6. The Song of Evening (Simonini, Nipoti) 4:43
7. Alone Again (Simonini) 5:39
8. Thundergods (Simonini) 3:35
9. Shining (Simonini, Nipoti) 5:25

## Formazione
- Luca Bonzagni - voce
- Luca Ferri - batteria
- Angelo Franchini - basso/Back vocals
- Franco Nipoti - chitarra/Back vocals
- Alberto Simonini - chitarra/Back vocals